# 수현중학교
수현중학교(秀賢中學校)는 대한민국 경기도 화성시 봉담읍 수영리에 있는 공립 중학교이다.

## 학교 연혁
- 2021년 3월 1일 : 초대 강경호 교장 취임
- 2021년 3월 1일 : 수현중학교 (8학급) 개교
- 2021년 3월 2일 : 1학년 160명(5학급), 2학년 41명(2학급), 3학년 18명(1학급) 입학식
- 2022년 1월 5일 : 제1회 졸업식(3학년 25명)
- 2023년 3월 1일 : 제2대 허범성 교장 취임
- 2024년 1월 5일 : 제3회 졸업식(3학년 182명)
- 2024년 3월 4일 : 제4회 신입생 입학(9학급 294명)
- 2025년 3월 3일 : 제5회 신인생 입학(5학급 ???명)

## 참고 자료
- 수현중학교 - 한국교육학술정보원 학교알리미